# Eva Löser
Eva Löser (* 1992 in Leipzig) ist eine deutsche Schauspielerin und Sängerin.

## Leben
Als Tochter eines darstellenden Künstlers kam Eva Löser schon frühzeitig mit Musik und Theater in Kontakt. Im Alter von 10 Jahren wurde sie in den Kinderchor der Oper Leipzig aufgenommen, wo sie bis zu ihrem 18. Lebensjahr in zahlreichen Inszenierungen auf der Bühne stand. Nach weiteren Bühnenerfahrungen am Gerhart-Hauptmann-Theater Görlitz-Zittau 2011 studierte Eva Löser von 2013 bis 2017 Schauspiel, Tanz und Gesang an der Folkwang Universität der Künste. Stationen ihrer Bühnenlaufbahn waren bislang das Theater Dortmund, in Essen das Grillo-Theater und das Theater im Rathaus sowie die Opernhäuser in Bonn (in Evita) und Chemnitz (als Pony Hütchen in Emil und die Detektive nach Erich Kästner). Im Jahre 2018 war sie am Schauspielhaus Düsseldorf in David Bowies Musical Lazarus zu sehen.
Vor der Kamera war Löser unter anderem 2017 in mehreren Folgen der Seifenoper Alles was zählt in der Rolle der Lotte Hayer zu sehen und hatte Gastauftritte in Krimiserien. Daneben war sie bis 2018 Frontsängerin der fünfköpfigen Band Slik Tiger.
In der Medical-Drama-Serie Der Schiffsarzt (2022), die im Juni 2022 auf RTL+ erstausgestrahlt wurde, spielt Löser die weibliche Hauptrolle der Krankenschwester Emma Seifert.
Eva Löser lebt in Leipzig.

## Filmografie (Auswahl)
- 2012: Notruf Hafenkante – Schwarzer Tod
- 2012: SOKO Wismar – Schlechter Umgang
- 2017: Alles was zählt (18 Folgen als Lotte Hayer)
- 2018: SOKO Köln – Ausgelöscht
- 2019: SOKO Leipzig – Einmal um die ganze Welt
- 2021: Doktor Ballouz
- 2021: In aller Freundschaft – Trau, schau, wem!
- 2022: Der Schiffsarzt (Fernsehserie)
- 2023: SOKO Leipzig (Fernsehserie, Episode Schutzbefohlen)
- 2024: SOKO Stuttgart (Fernsehserie, Episode Sündenfall im Vatikan)
- 2025: Tierärztin Dr. Mertens (Fernsehserie, Episoden Drei sind eine zu viel, Auf Leben und Tod)